# Turnhout
Turnhout è una città situata nel nord del Belgio nella provincia di Anversa. È la città principale della regione Kempen. La città conta 41 708 abitanti ed è situata sulla strada europea E34 fra le due città portuali di Anversa e Duisburg.

## Economia
Turnhout è particolarmente famosa per la produzione di carte da gioco, in quanto proprio qui Pieter Jozef Brepols stampò nel 1826 il primo mazzo di carte. Oggi è possibile visitare anche il Museo nazionale delle carte da gioco, situato in centro città.
Fabbricazione della carta, imprese di grafica, industria di elettrotecnica, generi alimentari, trasporto merci.

## Amministrazione

### Gemellaggi
- Hammelburg
- Gödöllő
- Hanzhong